# Stylianos Zautzes
Stylianos Zautzes (mittelgriechisch Στυλιανὸς Ζαούτζης; † 899 in Konstantinopel) war ein hochrangiger byzantinischer Politiker und Schwiegervater des Kaisers Leo VI.

## Leben
Stylianos Zautzes, der mit großer Wahrscheinlichkeit armenischer Herkunft war, erscheint bereits in der Regierungszeit des Kaisers Basileios I. als Kommandeur der kaiserlichen Leibwache. Nach der Thronbesteigung Leos VI. wurde Stylianos, mit dessen Tochter Zoe Zautzina der junge Kaiser ein Verhältnis unterhielt, mit den hohen Würden eines Magistros, Patrikios, Anthypatos und Protospatharios ausgezeichnet. Als Logothet des Dromos hielt er faktisch die politischen Zügel in den Händen; unter anderem setzte er 893 die Ernennung seines Vertrauten Antonios II. Kauleas zum Patriarchen durch. Im selben Jahr verlieh Leo VI. ihm den eigens geschaffenen Titel Basileopator.
Die historiographischen Quellen schreiben Stylianos Zautzes einen maßgeblichen Einfluss auf den Ausbruch des verlustreichen Krieges gegen den bulgarischen Knjaz Simeon im Jahr 894 zu. Anlass war die Verlegung des Marktes für bulgarische Händler von Konstantinopel nach Thessaloniki und der Abschluss eines Bündnisvertrages zwischen den Byzantinern und den Ungarn. Simeon zerschlug die Hauptmacht der byzantinischen Armee in der Schlacht von Bulgarophygon (896). Drei Jahre später wurde ein Friedensvertrag geschlossen, in dem die bulgarischen Ansprüche auf den Verbleib des Marktes für die bulgarischen Händler in Konstantinopel befriedigt wurden.
Stylianos Zautzes verlor daraufhin an Einfluss bei Hofe, avancierte aber 898 durch die Eheschließung Leos und Zoes zum Schwiegervater des Kaisers. Um 899 war er in einen Korruptionsskandal verwickelt, kurz darauf starb er im Kaiserpalast.